# Mallorca Open
Mallorca Championships er en professionel tennisturnering på ATP Touren. Begivenheden er klassificeret som en ATP 250 -turnering og afholdes årligt på udendørs græsbaner på Mallorca Country Club i Santa Ponsa, Mallorca, Spanien i juni, en uge før Wimbledon-mesterskaberne.

## Tidligere resultater

### Herresingle
| År               | Vinder              | Finalist              | Score               |
| ---------------- | ------------------- | --------------------- | ------------------- |
| ↓ ATP Tour 250 ↓ |                     |                       |                     |
| 2021             | Daniel Medvedev     | Sam Querrey           | 6–4, 6–2            |
| 2022             | Stefanos Tsitsipas  | Roberto Bautista Agut | 6-4, 3-6, 7-6 (7-2) |
| 2023             | Christopher Eubanks | Adrian Mannarino      | 6–1, 6–4            |
| 2024             | Alejandro Tabilo    | Sebastian Ofner       | 6–3, 6–4            |
| 2025             | Tallon Griekspoor   | Corentin Moutet       | 7–5, 7–6(7–3)       |

### Damesingle
| År                    | Vinder               | Finalist             | Score                     |
| --------------------- | -------------------- | -------------------- | ------------------------- |
| ↓ WTA International ↓ |                      |                      |                           |
| 2016                  | Caroline Garcia      | Anastasija Sevastova | 6–3, 6–4                  |
| 2017                  | Anastasija Sevastova | Julia Görges         | 6–4, 3–6, 6–3             |
| 2018                  | Tatjana Maria        | Anastasija Sevastova | 6–4, 7–5                  |
| 2019                  | Sofia Kenin          | Belinda Bencic       | 6–7 (2–7), 7–6 (7–5), 6–4 |

### Herredouble
| År               | Vinder                            | Finalist                            | Score                      |
| ---------------- | --------------------------------- | ----------------------------------- | -------------------------- |
| ↓ ATP Tour 250 ↓ |                                   |                                     |                            |
| 2021             | Simone Bolelli Máximo González    | Novak Djokovic Carlos Gómez-Herrera | WO                         |
| 2022             | Rafael Matos David Vega Hernández | Ariel Behar Gonzalo Escobar         | 7–6(7–5), 6–7(6–8), [10–1] |
| 2023             | Yuki Bhambri Lloyd Harris         | Robin Haase Philipp Oswald          | 6–3, 6–4                   |
| 2024             | Julian Cash Robert Galloway       | Diego Hidalgo Alejandro Tabilo      | 6–4, 6–4                   |
| 2025             | Santiago González Austin Krajicek | Yuki Bhambri Robert Galloway        | 6–1, 1–6, [15–13]          |

### Damedouble
| År                    | Vinder                                         | Finalist                                        | Score            |
| --------------------- | ---------------------------------------------- | ----------------------------------------------- | ---------------- |
| ↓ WTA International ↓ |                                                |                                                 |                  |
| 2016                  | Gabriela Dabrowski María José Martínez Sánchez | Anna-Lena Friedsam Laura Siegemund              | 6–4, 6–2         |
| 2017                  | Chan Yung-jan Martina Hingis                   | Jelena Janković Anastasija Sevastova            | WO               |
| 2018                  | Andreja Klepač María José Martínez Sánchez (2) | Lucie Šafářová Barbora Štefková                 | 6-1, 3-6, [10-3] |
| 2019                  | Kirsten Flipkens Johanna Larsson               | María José Martínez Sánchez Sara Sorribes Tormo | 6–2, 6–4         |